# Justicia zopilotensis
Justicia zopilotensis là một loài thực vật có hoa trong họ Ô rô. Loài này được Henrickson & Hiriart mô tả khoa học đầu tiên năm 1988.